# Euparkerella brasiliensis
Euparkerella brasiliensis es una especie de anfibio anuro de la familia Strabomantidae. Es  endémica de Brasil.